# Пушница, Александр Михайлович
Алекса́ндр Миха́йлович Пушни́ца (1 ноября 1949, деревня Кореново, Венгеровский район, Новосибирская область — 27 января 2023, Омск) — советский самбист, заслуженный мастер спорта СССР (1980), девятикратный чемпион СССР, трёхкратный победитель Спартакиады народов СССР, двукратный чемпион Европы, трёхкратный победитель первенств мира. Вице-президент Всемирной федерации самбо. Самый титулованный советский самбист.

## Биография
Родился 1 ноября 1949 года в деревне Коренново Венгеровского района Новосибирской области. После службы в армии переехал в Омск. Работал инспектором уголовного розыска. В 1971 году выполнил норматив мастера спорта СССР. В 1974 году впервые стал чемпионом СССР и мира, в 1976 — чемпионом Европы. В 1977 году — завоевал Кубок СССР и Кубок мира в Испании.
Иногда выступал и на соревнованиях по дзюдо. Был бронзовым призёром Чемпионата СССР 1978 года.
В 1987 году окончил Омский государственный институт физической культуры.
Также принимал участие в соревнованиях среди ветеранов, в 1997 году в Париже стал чемпионом Европы среди ветеранов.
Заместитель председателя Федерации самбо Омской области, руководил бюджетным учреждением города Омска «Спортивный клуб А. М. Пушницы».
С 2000 года в Омске проводится ежегодный открытый Всероссийский турнир по самбо на призы Александра Пушницы.
Его брат-близнец Владимир Пушница также был известным самбистом, мастером спорта международного класса, неоднократным призёром чемпионатов СССР.
Скончался 27 января 2023 года, на 74-м году жизни. Церемония прощания состоялась 30 января в Омске, в спортивном комплексе «Красная звезда». Похоронен на Старо-Северном мемориальном кладбище Омска.

## Заслуги
Трёхкратный чемпион мира (1974, 1979, 1983), трёхкратный победитель Кубков мира (1977, 1980, 1987), двукратный чемпион Европы (1976, 1984), серебряный призёр первенства мира (1981), девятикратный чемпион СССР (1974—1980, 1983, 1984), трёхкратный чемпион Спартакиады народов СССР, семикратный чемпион РСФСР.
Награждён высшей динамовской наградой «За заслуги в развитии общества „Динамо“».
Почётный гражданин г. Омска (2000).
Почётный гражданин Омской области (2013).

## Семья
Дочери: старшая — Мария — занимается аэробикой; и младшая — Алиса.